# Gare de Thouars
La gare de Thouars est une gare ferroviaire française située sur le territoire de la commune de Thouars, dans le département des Deux-Sèvres, en région Nouvelle-Aquitaine.
Gare de bifurcation, elle se trouve sur la ligne de Chartres à Bordeaux-Saint-Jean et sur la ligne des Sables-d'Olonne à Tours. Si toutes les branches des lignes de cette gare sont toujours ouvertes, seulement la moitié reste ouverte au trafic des voyageurs (vers Saumur et vers La Roche-sur-Yon).
Elle est mise en service en 1873 par la Compagnie des chemins de fer de la Vendée. C'est une gare de la Société nationale des chemins de fer français (SNCF), desservie par des trains TER Nouvelle-Aquitaine et notamment le « train des plages » circulant entre Saumur et Les Sables-d'Olonne depuis 2013,.

## Situation ferroviaire
Établie à 87 mètres d'altitude, la gare de Thouars est située au point kilométrique (PK) 325,070 de la ligne de Chartres à Bordeaux-Saint-Jean et au PK 152,464 de la ligne des Sables-d'Olonne à Tours.
Sur la ligne de Chartres à Bordeaux-Saint-Jean, la gare précédente ouverte au trafic voyageurs est la gare de Montreuil-Bellay, séparée par les gares aujourd'hui fermées de Lernay et de Brion-près-Thouet. La gare suivante est la gare de Saint-Jean-de-Thouars, fermée à tout trafic, puis la gare de Saint-Varent, ouverte uniquement au trafic des marchandises. La prochaine gare ouverte au trafic des voyageurs est la gare de Niort (desservie par les trains circulant entre Poitiers et La Rochelle), même s’il n’existe plus de trains de voyageurs permettant de relier Thouars à Niort.
Sur la ligne des Sables-d'Olonne à Tours, la gare précédente ouverte au trafic voyageurs est la gare de Bressuire, séparée par les gares aujourd'hui fermées de Noirterre, de  Luché (ouverte cependant au trafic de marchandises) et de Coulonges-Thouarsais. Les gares suivantes sont les gares d’Orbé et de Pas-de-Jeu, fermées à tout trafic, puis les gares d'Arçay et de Loudun ouvertes uniquement au trafic des marchandises. La gare suivante ouverte au trafic des voyageurs est la gare de Chinon. Il n’est cependant plus possible de faire circuler des trains jusqu’à Chinon, la voie étant fermée entre Beuxes et Chinon.

## Histoire
La gare de Thouars a été construite entre 1871 et 1873. Elle est mise en service le 10 mai 1873 par la Compagnie des chemins de fer de la Vendée à l’occasion de l’ouverture de la ligne en provenance de Bressuire. La même compagnie ouvre la ligne jusqu'à Loudun le 11 août 1873, puis l’antenne vers Montreuil-Bellay le 15 mai 1874. En 1878, la Compagnie des chemins de fer de la Vendée est l'une des dix compagnies de chemin de fer déficitaires intégrées dans le réseau de l'Administration des chemins de fer de l'État. C’est le 16 octobre 1882 que l'Administration des chemins de fer de l'État ouvre la dernière branche de l’étoile de Thouars, jusqu’à Niort.
Entre Thouars et Chinon, la ligne est fermée aux voyageurs le 31 mai 1970. Entre Thouars et Niort, la ligne est fermée aux voyageurs le 27 septembre 1980.
Le 11 juillet 2008, le financement d’une étude sur l'opportunité de réouverture de la ligne TER Thouars - Parthenay - Niort est voté par la Région Poitou-Charentes et le Conseil Général des Deux-Sèvres.
En 2022, selon les estimations de la SNCF, la fréquentation annuelle de la gare est de 28 968 voyageurs contre 25 252 voyageurs en 2019.

## Services des voyageurs

### Accueil
La gare dispose d'un bâtiment voyageurs avec guichets ouverts tous les jours.

### Desserte

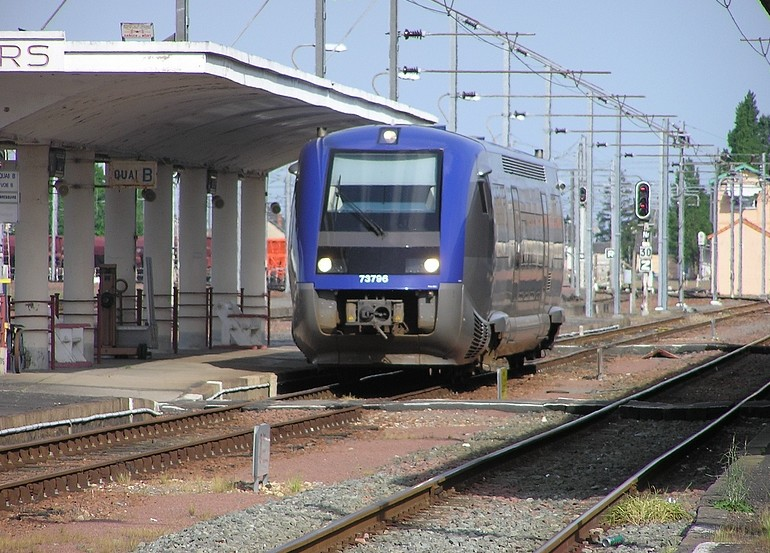
Un X 73500 à destination de Bressuire en gare de Thouars.

La gare de Thouars est desservie par les trains du réseau TER Nouvelle-Aquitaine suivants :
- un aller-retour entre Bressuire et Tours via Saumur circulant en semaine toute l'année permettant de passer la journée à Paris grâce aux correspondances à Tours ;
- un aller-retour entre Thouars et Angers circulant en semaine toute l'année permettant de passer la journée à Angers ;
- un second aller-retour Bressuire - Tours en milieu d'après-midi, circulant en semaine en juillet et août ;
- un aller-retour La Roche-sur-Yon - Tours en milieu d'après-midi, circulant en semaine sauf en juillet et août, étant le prolongement de l'aller-retour précité ;
- un aller-retour Saumur - Les Sables-d'Olonne (train des plages) circulant les samedis, dimanches et fêtes en mai, juin et septembre et tous les jours en juillet et août permettant de passer la journée aux Sables-d'Olonne ;
- deux Thouars - Tours le samedi ;
- un Tours - Thouars et un Saumur - Thouars le samedi ;
- un Thouars - Saumur le dimanche matin ;
- deux Saumur - Thouars le dimanche soir ;
- un Thouars - Tours le dimanche soir ;
- un aller-retour Bressuire - Tours le dimanche soir.

### Intermodalité
En période scolaire, des cars assurent des liaisons quotidiennes vers Chinon.

## Service des marchandises
Cette gare est ouverte au service du fret. Elle est fréquentée par des trains de Fret SNCF mais aussi de compagnies privées (Euro Cargo Rail ou Colas Rail), pour des transports principalement de cailloux provenant des carrières situées sur son tracé en Vendée et dans le Thouarsais.